# Clara Santiró Font
Clara Santiró Font (Barcelona 1931, Valencia 2007), escritora en valenciano de cuentos infantiles.

## Biografía
Nació el 14 de agosto de 1931 en Barcelona, hija de un carpintero, Lluís Santiró Terés, que trabajaba en el Parque de Artillería, y de Carmen Font Vallès, originaria de Castellón.
Los primeros años de su infancia los pasó en el barrio de Sant Gervasi de la ciudad Condal, junto con su hermana Carmen y sus padres, hasta que al estallar la guerra del 36 todo se trastoca para la familia.
Al finalizar el conflicto bélico el padre fue encarcelado en un campo de concentración y tras su liberación fue despedido de su trabajo dentro de los procesos de “depuración” que se llevaron a cabo en la época franquista. Es por esta razón que la familia decide enviar las hijas a valencia, ciudad en la que Carmen Font Vallès tenía familiares. Las experiencias vividas por Clara durante este viaje, que realizaron en tren, quedaría reflejadas en una de sus obras inéditas hasta el día de su muerte, el cuento titulado “Aquell tren…, aquella estació…”.
Al llegar a Valencia ha de iniciar una nueva vida, incluyendo una nueva forma de expresarse, ya que, hasta ese momento, el catalán había sido el único idioma que había estudiado y utilizado y a partir de ahora tenía que aprender a leer y escribir únicamente en castellano, dejando su idioma materno entre los recuerdos de la infancia.
Tras sus estudios primarios, cursó estudios de mecanografía i taquigrafía para poder trabajar como secretaria, pero tras unos meses trabajando como tal en una empresa y ganando un sueldo mínimo, pasó a trabajar como empaquetadora de huevos en una empresa llamada “Mi campiña”, donde realizando este trabajo cobraba casi el doble que como secretaria.
Es en este nuevo trabajo donde conocería al que se convertiría en 1954 en marido y compañero durante el resto de su vida, Florencio Sánchez, un emigrante de Blancas, provincia de Teruel.
Tras un tiempo tratando de salir adelante el joven matrimonio se trasladó a Blancas, donde iniciaron un proyecto empresarial para montar una granja de patos, en la que invirtieron parte de las tierras y de los recursos de Florencio. Es en esta etapa de residencia en Blancas en la que se produce el nacimiento de sus tres primeros hijos, María Luisa, Tomás y Amalia.
En 1961 y tras ver la imposibilidad de seguir adelante viviendo en Blancas, deciden volver a Valencia, estableciendo su residencia en un nuevo barrio que empezaba a formarse llamado barrio de San Marcelino, que en aquellos momentos solo contaba con unos pocas casas construidas por el arzobispo de Valencia, Marcelino Olaechea, para albergar a las familias sin hogar y que más tarde se utilizaría para dar cabida a aquellas familias que habían perdido sus casas con la riada del Turia de 1957, y que se ubicaba más allá de la Cruz Cubierta, que tradicionalmente marcaba el final del término municipal de Valencia por el sur.
Este nuevo mundo, actualmente desaparecido, entre Valencia que crecía rápidamente durante los años 60 del siglo XX y un mundo rural vivo pero en retroceso, una huerta (absorbida por esta expansión) llena de historias y leyendas que sirvieron de inspiración para dos de sus más conocidos cuentos: “Els dos gegants de Sant Marcel·lí” y “El gripau” , así como una obra todavía inédita titulada “El directe de Colàs”.
Tras el traslado Clara además de las típicas tareas de madre y ama de casa abre una tienda de venta de huevos, mientras que su marido consigue trabajo en una fábrica. Pero un accidente laboral hacen trastocar la vida familiar y obligan a Clara a realizar más horas de trabajo para poder mantener la familia, vendiendo huevos además de en la tienda de puerta en puerta, tanto en el barrio de San Marcelino, en otro barrio un tanto más alejado de Valencia y de reciente construcción, el barrio del Parque Alcosa del vecino pueblo de Alfafar. Poco tiempo después nace su cuarto hijo, Ernesto.
En el año 1984 consigue jubilarse y es entonces cuando empezó a desarrollar varias de las actividades que por la difícil situación económica de la familia había tenido que posponer. De un lado su labor como catequista en la parroquia de San Marcelino; de otro su interés por retornar al uso y estudio de su lengua materna. Esto último la llevó a matricularse en los cursos de valenciano que se impartían en el Centre Carles Salvador de Valencia, inscrita en la asociación Acció Cultural del País Valencià. Tras años de estudios, y con casi 73 años, logró el título de nivel superior en la Junta Calificadora de Conocimientos de Valenciano de la Generalidad Valenciana.
Incansable trabajadora y amante de los niños, su labor catequizadora la unió a su amor a su lengua materna y ello le llevó a realizar catequesis en valenciano en la parroquia del barrio de toda su vida, el de San Marcelino.
También por esa época y en parte como consecuencia de su trato con los niños, comenzó una etapa como “cuentacuentos”, y de ahí pasó a escribir sus primeros libros de cuentos.
Fue una gran colaboradora con la Asociación de Vecinas y Vecinos del barrio de San Marcelino, de la cual era socia, por lo que parte de sus obras fueron presentadas en los locales de esta asociación.
En el año 2005 le diagnosticaron un cáncer contra el que estuvo luchando hasta que finalmente en marzo de 2007 murió de esta enfermedad. 
Durante sus largas estancias en el hospital La Fe de Valencia, no dejó de escribir, de hecho una de sus obras, “Mil tretze” , la escribió durante una de estos periodos de convalecencia hospitalaria, y compaginada este entretenimiento literario con actividades para animar a otros enfermos hospitalizados, leyéndoles sus cuentos o participando en la actuación de otros voluntarios.
Los vecinos del barrio Sant Marcel·lí presentaron, a través de la Asociación de Vecinas y Vecinos del barrio de Sant Marcel·lí, en el año 2008 una solicitud a la delegación de Cultura del Ayuntamiento de Valencia, con el apoyo de todas las entidades culturales, deportivas y educativas del barrio, instando a dedicar la biblioteca del Centro Cultural Rambleta a la escritora Clara Santiró Font, en recuerdo y homenaje de la insigne escritora valenciana vecina del barrio. Finalmente en el año 2012 el Ayuntamiento dedicó la biblioteca a Clara Santiró, pasando a denominarse oficialmente “Biblioteca Municipal Clara Santiró i Font”.

## Obra literaria
Como hemos dicho anteriormente parte de sus cuentos son un reflejo de su propia experiencia vital, “Aquell tren….aquella estació…” que además tiene el interés de que los hechos que se narran son sucesos reales, fruto de los recuerdos de la propia autora, pese a ser uno de sus primeras obras se llevó a cabo su primera publicación como parte del libro titulado: “Homenatge a Clara Santiró. Una dona singular”, libro que la Asociación José Luis Sampedro para la Salud y la Cultura, editó en 2008, sobre su biografía, por considerarla un ejemplo para otros enfermos, por encarar su enfermedad con un estado de ánimo que le permitió afrontarla y superarla, pese a que finalmente pudo con ella. El libro fue presentado el 25 de abril de 2008 en el local de la “Unió Musical L’Horta de Sant Marcel·lí”. 
Este libro recoge tres obras inéditas de Clara Santiró, dos cuentos y un poema. El cuento “Aquel l tren ..., aquella estación...”; “Marieta”, que es un cuento que recoge el final que Clara Santiró hubiera escrito a uno de los relatos cortos de Isabel-Clara Simó, titulado “La Foto” y que forma parte del libro “Dones”. Y por último un poema que escribió el 11 de marzo de 2004, día del atentado de Madrid, en el que rechaza la guerra, y que titula “Ferida de guerra”.
Las siguientes pobras escritas y publicadas fueron:
- “Els dos gegants de Sant Marcel·lí” i “El gripau”, ambas publicadas en 2004.
- Por su parte la obra “El directe de Colàs” todavía no se ha publicado.
- Su siguiente obra publicada fue “Mil tretze”, de 2005, y en el año 2006, se publicó el último cuento escrito por la autora: “Tha-ron-xina, La llegèndaria historia de la flor del taronger””.